# Cerkev sv. Križa, Schwäbisch Gmünd
Cerkev svetega Križa (uradno: Münster zum Heiligen Kreuz, med letoma 1761-1803 opatijska cerkev Naše ljube Gospe; pogovorno Gmünder Münster) v Schwäbisch Gmündu je bila postavljena okoli 1320 kot župnijska cerkev v gotskem slogu, namesto 200 let starejše predhodnice. Cerkev je umetnostno zgodovinsko pomembna kot izhodiščno delo družine graditeljev Parler in prva velika dvoranska cerkev v južni Nemčiji. Je ena izmed prvih predstavnikov posebne nemške gotike.
Patronat so iz začetnega Naše Ljube Gospe, spremenili v Sveti Križ. Leta 1926 je škof Paul Wilhelm Keppler, Gmünder Münster zaradi svoje velikosti od njene izgradnje, uporabljal naziv cerkev svetega Križa. S preimenovanjem cerkve so tudi okolico poimenovali Münsterplatz.
Danes je to župnijska cerkev župnije Svetega Križa in njihova pridružena župnija italijanska San Giovanni Bosco in glavna cerkev Seelsorgeeinheit, Schwäbisch Gmünd center.

## Mere
Višina katedrale s strešnim svetlobnikom je 51 metrov, višina do strehe je 22 m, streha 19 m in svetlobni stolp sega 12 m nad streho. Dolžina cerkve je 78 m, od tega 45 m ladja in 33 m kor. Širina ladje je 24 m, in kora 28 m.

## Zgodovina gradnje
- med 1330–1341: cerkvena ladja
- 1351–1410: kor
- 1491–1504: obokanje kora
- 1497: propad romanskega kora prejšnjega objekta, ki se ga ne bo nadomestilo.
- 1504–1521: obokanje ladje
- 1552: renesančne empore v ladji - zahodna ladja
- 1769: baročni svetlobnik

Današnja cerkev ni prva cerkev na tem mestu. Zgrajena je bila z največjo verjetnostjo triladijska romanska bazilika, verjetno v velikosti in razporeditvi današnje Janezove cerkve (Johanniskirche). Zgrajena je bila po ocenah v tretji četrtini 12. stoletja. Stolpi so bili dodani šele na začetku 13. stoletja, okoli leta 1210.
Začetek gradnje ladje današnje cerkve je bil, glede na polemike v literaturi, med 1310 - 1330 ali morda 1320-1330. Dela naj bi izvajal neznani graditelj, za katerega pravijo, da je bil zraven pri gradnji drugih objektov, kot sta stolnici v Strasbourgu ali Salemu. Dokončanje ladje je mogoče datirati v leto 1341. Gradnja dvorane za kor je potekala le približno deset let kasneje, kot je razvidno iz napisa na severnem portalu kora iz leta 1351, in dopolnitve datiranih vzorcev lesa iz leta 1381. V tej fazi gradnje so bili vključeni predvsem gradbeniki iz družine Parler. Natanko kdaj so prišli v Schwäbisch Gmünd ni mogoče določiti, vendar domnevajo, da je bilo to šele po začetku gradnje, verjetno med letoma 1331 in 1333. Od drugega oboka ladje dalje je mogoče videti gradnjo Heinricha Parlerja. Po smrti Heinricha Parlerja pred 1372, je delo prevzel Johann Parler. Obdobje med 1381 in letom posvetitve 1410 so najverjetneje uporabljali samo za notranjo opremo, sama stavba je obstajala.
V tem času je imela cerkev lesen strop. Več kot 80 let po posvetitvi, leta 1491, je začel arhitekt Hans von Urach in gradbenik Aberlin Jörg iz Schwäbisch Gmünda, obokanje. Pred nesrečo v letu 1497, sta bila kor in del ladje že obokana. Leta 1497 se je zgodila velika katastrofa - na Veliki petek zvečer sta se podrla dva romanska stebra. K sreči tam ni bilo nikogar. Razlog za propad je bila odstranitev loka, ki je povezoval stebre in opornik, in oviral pogled v kor.
Obnovitvena dela so počasi napredovala. leta 1508 je bila končana Schreyer kapela v severnem stolpu, leta 1515 zakristija v južnem stolpu. 1516 Kor je bil zaključen leta 1521 z zadnjim obokom. Leta 1550 je bila nameščena prižnica in sedanje korne klopi. Leta 1552 je Hans Mautz zgradil kamnito orgelsko emporo. Lesene orgle z drugo emporo so bile končane leta 1688, delo Johanna Michaela Maucherja. Od takrat naprej so bile v Münstru izvedene le manjše strukturne spremembe. Največje leta 1769, ko je bil na strehi dodan svetlobnik, vendar pa nekaj slik kaže, med drugim gravura iz 1643, da je na strehi že bilo strešno okno oziroma svetlobnik.
21. oktobra 1975 je bila cerkev zaprta zaradi nevarnosti propada, potem ko so prej rešili del oboka, ki je padel na tla. V naslednjih letih so bile narejene obsežne prenove, ki so bile zaključene v letu 2009.

## Slogovne značilnosti
V Münstru najdemo več slogov. Glavna stavba je bila zgrajena v visoki gotiki, ena od prvih velikih dvoranskih cerkva. Kor s kapelami izvira iz pozne gotike. Zasnova dvoranske cerkve s kapelami se imenuje tudi južna nemška posebna gotika. Cerkev je ena izmed njenih prvih predstavnikov. Po delni porušitvi je bila zgrajena v tako imenovanem Endgotik. Ta je bil arhitekturni slog renesanse, v kateri se še kažejo gotske in že načilnosti renesanse. To je še posebej očitno v Münstru na stopnišču stolpa zraven zakristije. Empora je bila zasnovana v renesančnem slogu, strešna okna ali svetlobnik v baročnem slogu

## Posebnosti v oblikovanju
Münster je gotska dvoranska cerkev. Zunanje stene ladje so zgrajene kot trdna konstrukcija, ki je bilo precej nenavadno v tistem času, saj je v gotskem obdobju prevladovala skeletna konstrukcija, ki je omogočala večja okna, kar je pomenilo več svetlobe v ladji. Okna v cerkve so tam, kjer je to dovoljevala nosilna stena, tako da je notranjost dobro osvetljena, kar je pri dvoranskih cerkvah težje dosegljivo, saj v ladji ni bilo svetlobnega nadstropja. Tudi svetlobno nadstropje v koru je prilagojeno masivni konstrukciji, le kapele, zakladnica in zakristija so zgrajene v skeletu, kar je omogočalo območje napolniti z okni. Spodnji del kora sestavljajo šiljasti loki, ki podpirajo svetlobno nadstropje. Izjema je zakladnica, ki je zgrajena zelo masivno. Od zunaj je fasada podprta z oporniki, okrašenimi s fialami in postavljenimi na zunanjih vogalih zahodne fasade kot diagonalni oporniki. Obok, ki je bil zgrajen le 80 let po posvetitvi, je zgolj za okras, tako da je bil zasnovan še posebej bogato. Čudovito urejen obok v koru, s svojimi izpopolnjenimi sklepniki šteje kot poseben predstavnik svojega časa. Obok je podprt v notranjosti z 22 stebri.
Streha je dvokapnica v smeri zahod - vzhod, nad korom sledi šotorasta streha. Kapelice okoli kora imajo štirikapno streho. Kor sam ima obliko 7/12, kar pomeni, da kor s sedmimi vogali tvori polkrog, ki tvori skupno dvanajst kotnik.
Še ena posebnost, ki je ne moreš spregledati je povezana z nekdanjimi stolpi cerkve. Kljub temu, da je bila streha ladje in kora zgrajena na enaki višini, stolpi niso bili povezani s cerkvijo0. Kot je zdaj videti, obstoječa rešitev z dvema romanskima stolpoma ni bila mišljena za večnost. Poleg tega je ta oblika reševala preostali del katedrale. Če bi bili stolpi trdno prepleteni v konstrukcijo, bi to kasneje pomenilo propad celotne cerkve.
Da je v notranjosti večina dimenzij deljiva s tri, verjetno ne zaradi svetosti te številke, kot se pogosto trdi, ampak zaradi Parlerjeve standardne velikosti, kar je verjetno 32 cm. Tako meri izrezljana konzole na portalu severne ladje 32 cm, okenske police kornih kapel 64 cm, prav tako se pojavijo številne dolžine 32 cm v mnogih vgrajenih blokih. Poleg tega je mogoče trditi, da kvadratna oblika tlorisa kora, korni portal in korna stena, tvorijo 32-cm kvadrat v centru.
Cerkev je bila narejena iz stubensandsteinskega peščenjaka iz bližnjega kamnoloma in iz lesa. V številnih obnovitvenih delih je bil uporabljen različen peščenjak. Največji delež drugih vrst je obernkirchenerski peščenjak iz Spodnje Saške in rudesbergerski peščenjak. Uporabljen je bil tudi apnenec.
Problem peščenjaka je, da z lahkoto absorbira vodo in se razgradi, zato je njegova življenjska doba zelo omejena, kar postaja dejavnik stroškov in težav pri ohranjanju.

## Notranjost

### Oltarji in kipi
Ob nesreči leta 1497 je bilo uničenih 22 oltarjev kar kaže, da so bili tam tudi še drugi oltarji, saj je bil uničen le omejen del cerkve. Danes je večina oltarjev, tudi glavni oltar, novih in so bili izdelani v 19. stoletju. Ti oltarji vsebuje večino delov starih gotskih oltarjev. Trije oltarji so bili pridobljeni iz gotskih, Sippenaltar (družinski oltar), s svojimi štiridesetimi figurami v Schreyer kapeli, Sebaldusaltar katerega tabelne slike so iz delavnice Albrechta Dürerja je prišel v drugo kapelo na desni in Johannisaltar, oltar v tretji kapeli na desni v kapelnem vencu. Ti oltarji niso vsi izvirnik na svojih mestih in so bili nekoliko spremenjeni.
Korna kapela predstavlja nadaljnjo značilnost cerkve v Gmündu. Tu je sveti grob, skupina figur okoli sarkofaga iz leta 1350 v Parlerjevi koči, od katerih je resničnost oblačil in orožja straže izjemna. Na levi steni je secco slika iz leta 1430 Objokovanje Kristusa, ki je pripisana mojstru Lindauer Beweinungu.
Pri pregledu cerkve so našli številne druge figure Parlerjeve koče, ki je nastala okoli 1350. Nekatere figure so sem preselili iz svojih nekdanjih lokacij na zunanjosti. Tako je pet modrih devic, ki so v južnem kornem portalu danes, nekdaj krasilo kapelo Schreyer (imenovan tudi Sebalduskapelle ali krstilnica).
Glavni neo-gotski oltar je bil zasnovana namesto leta 1670 zgrajenega predhodnika, oltarja Ferdinanda Riesa sprednjega dela in Hermanna Wörmanna, zadnjega dela. Zasnoval ga je Wörmann v obliki krilnega oltarja. Razpelo na sprednji strani je bilo narejeno že leta 1510.
Po drugem vatikanskem koncilu je bilo v cerkvi več začasnih kot ljudskih oltarjev, zato je bil izveden natečaj za prenovo prezbiterija. Zmagal je arhitekt in kipar Gottfried Böhm, vendar je bila njegova zasnova, ki je bila zamišljena kot začasno iz lesa in jekla, končno izvedena na podlagi glasovanja vodstva cerkve. Rezultat je bilo še tekmovanje, kjer je zmagala umetnik Klaus Simon iz Krefelda. Oltar je narejen iz kar 150 let starega rdečega hrasta in je bil 14. september 2009, na praznik zavetnika cerkve, posvečen od škofa Gebharda Fürsta. Oltar kot mesto evharistije in ambon kot kraj Božje besede je s to zasnovo enoten, ker je ambon v obliki križa vžagan v oltar.

### Klopi in prižnica
24-sedežni kor je vgrajen v prostore med stebri in je bil izdelan po zrušitvi kot drugi korni sedeži, delo Adolfa Daucherja (mlajšega) leta 1550. Sedeži in pultne stene, katerih polja so okrašena z intarzijami, so verjetno od prejšnjih sedežev. V tem času je bila edinstvena oprema na steni kornega sedeža dvojna figura, ki kaže na severni strani apostole in preroke na južni strani. Te figure so sicer 1,30 m visok in tvorijo trak ali tablo, na kateri je njeno ime ali bolj pomemben izrek za branje. Veličastna lica klopi v ladji so ustvarili leta 1724 in so bila vključena v obnovo klopi v letu 1973.
Adolf Daucher je z intarzijami v perspektivi izdelal prižnico, ki je bila leta 1551 vgrajena v severni tretji okrogel steber. Leta 1718 je bila dodana zvočna izolacija nad prižnico, ki jo pripisujejo Petru Albrechtu iz Gmünda.

### Orgle
Po letu 1530 so bile na empori vgrajene majhne orgle, leta 1544 pa je Benedikt Klotz iz Dinkelsbühla izdelav prve glavne orgle za Gmünder Münster. Po tem - zahvaljujoč donaciji župana Johanna Burkharta Mössnanga - je Johann Michael Maucher leta 1688 ustvaril čudovito orgelsko emporo, nove glavne orgle je zasnoval Paul Prescher iz Nördlingena in obsegajo približno 27 registrov. Leta 1878 je nove orgle izdelal Friedrich Weigleju iz Echterdingena in so vsebovale 30 registrov in dva manuala in pedal. Manj kot sto let kasneje, se jih nadomestili z orglami Johanna Klaisa iz Bonna. 25. septembra 1983 si bile Klaisove orgle predane v uporabo.
Orgle so znane tudi izven meja škofije, saj zaradi svojih zvočnih možnosti in tehnične natančnosti, uživajo široko priznanje mednarodno priznanih organistov. So 11 metrov visoke, podprte z osmimi Atlanti, imajo 56 registrov, tri manuale, približno 3800 cevi in pedal. Cerkveni glasbeni direktor Hubert Beck in graditelj orgel Hans-Gerd Klais sta zasnovala orgle za široko paleto orgelske glasbe.
V poznih 1990-ih je bila nameščena cev carillon s 25 toni zvonov. Leta 2009 je bila celotna elektronika orgel obnovljena in nameščena Portunalflöte 8'.
Na cerkvenih orglah se vsako leto odvija Evropski cerkveni glasbeni festival, vrstijo pa se tudi redni koncerti. Ta inštrument velja za ene najpomembnejših orgelskih spomenikov v južni Nemčiji.

### Vitraji
Po zasteklitvi cerkve v srednjem veku ni nastalo nič, razen da so razbili okna zaradi reševanja ujetih v nesreči leta 1497. Najstarejši vitraj v cerkvi se nahaja v Sebalduskapelle. Deli vitrajev so iz leta 1506. Zasteklitev zakladnice je starejša od ostalih oken v cerkvi, ki so iz 19. in 20. stoletij.
Celotna cerkev, z izjemo Sebalduskapelle in zakladnice, je bila zastekljena v 19. stoletju 1856-1893 s strani različnih mojstrov. Večino oken je izdelal Edward Hecht. Uporabljeni so bili različni motivi.
Iz leta 1905 sta dve okni v svetlobnem nadstropju kora, kjer je bilo uporabljeno le obarvano krogovičje in obroba. Rozeta na zahodni fasadi je bila na novo zastekljena 1957. Med letoma 1952 in 1967 je Wilhelm Geyer okna v vzhodnih kapelah in svetlobnem nadstropju izdelal temo Križev pot, Velika noč in Binkošti. Stara zasteklitev je bila uničena. 

## Zakladnica
Zakladnica v cerkvi Ssvetega Križa ima več kot 300 predmetov iz 600 letne zgodovine in je ena od največjih cerkvenih zakladnic v Baden-Württembergu. Zahvaljujoč nenehnemu obstoju in prevzemom v vseh stoletjih, je v katedrali mogoče najti posebne različice slogov. Do leta 1987 so se eksponati hranili samo v zakladnici, kjer so se v veliki meri popolnoma ohranili zahvaljujoč ostalim ugodnim okoliščinam. Ker so bili le delno dostopni javnosti, običajno samo ob večjih verskih praznikih, so se v letu 1987 odločili, da del zaklada za stalno posodijo občinskemu muzeju v Schwäbisch Gmündu tako, da bodo na voljo vse leto. Ob večjih praznikih, če se uporabljajo v bogoslužju, jih prenesejo nazaj v cerkev.
Najstarejši in najbolj dragocen kos zaklada predstavlja relikvija Sveti križ, ki je vedno viden zavetnik v cerkvi. Izdelan okoli 1440 iz srebra, zlata in delno okrašen z modrim emajlom, križ vsebuje v zlatu kosa lesa, ki izhaja iz Kristusovega križa. Prav tako iz 15. stoletja, prihaja velika gotska monštranca, ki spominja v prerezu na gotsko baziliko z oporniki, fialami, krogovičjem in bruhalniki. Med mnogimi drugimi monštrancami v cerkveni zakladnici še dve zaslužita posebno pozornost. Ena monštranca je bila narejena leta 1700 v Ulmu in povezuje renesanso in barok. Druga se imenuje tudi Strahlenmonstranz. Ta izjemno velika in občutljiva monštranca je ustvarjena iz pozlačenega srebra. Njena noga je predstavlja krilatega angela. Velike srebrne figure, ki so ustvarjene v parih in krasijo površino, služijo razbremenitvi.
Večina kosov cerkvenih zakladov so relikvije, kot tudi predmeti čaščenja: kelihi, vrči, kadilnice, sklede, svečniki itd. Med njimi je več generacij, samo kadilnic vsebuje pet. Posebno pozornost za služi posebej razkošna garnitura iz leta 1700, augsburškega zlatarja Michaela Mairja. Poleg preproste Strahlenmonstranz tudi z rubini in diamanti okrašen kelih, emajlirani medaljoni in raznih drugih predmeti.

## Relikvije iz Gmünda
Izvor gmündske relikvije Svetega Križa je sporen. Trsko Križa je Konrad III. Hohenstaufen v 12. stoletju podaril samostanu Lorch, kamor je v cerkvenem smislu sodilo tudi mesto Schwäbisch Gmünd. Ali je ta identičen s tistim, ki ga je dala Irene von Byzanz, žena nemškega kralja Filipa Švabskega, samostanu Lorch, je odprto vprašanje.
Relikvija iz Lorcha je bila velik kos Kristusovega križa. Oznaka relikvije iz 15. stoletja se začne: Od Svetega Križa velik kos (Item de sancta cruce magna pars). Relikvija Sveti križ je ohranila okrasje z zlatom in srebrom (tabula auro et argento ornata, in qua antiquo lignum sancte crucis conservatum fuit) in je bila dovolj velika, da jo je spreten menih iz Lorcha Nicholaus Vener razdelil, da bi pristnost poskusil z ognjem. Izročilo pravi, da je ta del relikvije tisti, ki se zdaj nahaja v Schwäbisch Gmünd.
Glede na to je dejstvo, da je že leta 1300 v potrdilu o razrešnici lastništva za Gmünder Johanniskirche, delec potrjen. Leta 1317 tako omenja župnijsko cerkev Svetega Križa pismo papeža iz Avignona Ecclesia parocchialis ad sanctum crucem. Hermann Kissling in Peter Spranger domnevata, da je bil v času reorganizacije gmünderskih cerkev v letu 1297, kot je prehod iz samostana v Lorchu k stolnici v Augsburgu degradirana Johanniskirche v podružnico in Münster v mestno župnijsko cerkev, relikvija Križ prenesena iz Johanniskirche v Münster. Prav tako trdijo, da je ta relikvija iz Lorcha prišla do Johanniskirche.

## Zvonovi
Veliki zvonovi so bili v cerkveni zvonik položeni po razpadu stolpov v letu 1497. V cerkvi sta v strehi še dva druga manjša zvonova. Ta dva zvonova je podaril Christian Victor Herold iz Nürnberga. Poleg teh so še vedno v Münstru Sanctusglocke v koru in zvon v zakristiji.
| Nr. | Ime             | premer | vlit            | ton |
| --- | --------------- | ------ | --------------- | --- |
| 1   | k. A.           | 675 mm | 1764            | b   |
| 2   | k. A.           | 540 mm | 1763            | fis |
| I   | Sanctusglocke   | 180 mm | 17. Jahrhundert | e″  |
| II  | Sakristeiglocke | 140 mm | 19. Jahrhundert | f″  |